# Gibles
Gibles är en kommun i departementet Saône-et-Loire i regionen Bourgogne-Franche-Comté i östra Frankrike. Kommunen ligger i kantonen La Clayette som tillhör arrondissementet Charolles. År 2022 hade Gibles 569 invånare.

## Befolkningsutveckling
Antalet invånare i kommunen Gibles
| Referens: INSEE |